# Thomas Brussig
Thomas Brussig (* 19. prosince 1964 v Berlíně) je německý spisovatel a scenárista. Jeho první román Wasserfarben (Vodovky), který Brussig v roce 1991 vydal pod pseudonymem Cordt Berneburger, nezaznamenal příliš velký ohlas. Proslavil se až románem Hrdinové jako my (Helden wie wir), který byl přeložen do mnoha jazyků včetně češtiny a roku 1999 zfilmován. Brussig k filmu napsal scénář, režie se ujal Sebastian Peterson.

## Život
Narodil se jako syn stavebního inženýra a pedagožky v Berlíně, vyrůstal ve východní čtvrti Prenzlauer Berg. V letech 1981–1984 se vyučil, následně stihl ještě složit maturitu. Po absolvování základní vojenské služby studoval v letech 1990–1993 sociologii na Svobodné univerzitě v Berlíně, avšak v roce 1993 přešel na Vysokou školu filmu Konrada Wolfa (Filmhochschule Konrad Wolf) v Potsdami, kde absolvoval v roce 2000 obor dramaturgie.
Tematika jeho děl se často dotýká života v tehdejší Německé demokratické republice.
V roce 2000 byla uvedena světová premiéra jeho divadelní hry Monolog eines Fußballtrainers (Monolog fotbalového trenéra) na výstavě EXPO v Hannoveru.

## Dílo (výběr)
- Wasserfarben (Vodovky, 1991)
- Hrdinové jako my (Helden wie wir, 1995, č. Labyrint 2000, 246 S., překlad: Jana Zoubková)
- Na kratším konci ulice (Am kürzeren Ende der Sonnenallee, 1999, č. Odeon 2001, 108 S., překlad: Jana Zoubková, doslov: Tomáš Kafka)
- Život až po chlapy (Leben bis Männer, 2001, č. BB art 2002, 108 S., překlad: Tomáš Kafka)
- Oslnění (Wie es leuchtet: Roman, 2004, č. Dokořán 2008, 457 S., překlad: Jana Zoubková)
- Berliner Orgie (Berlínské orgie, 2007) - reportážní román z berlínských nevěstinců
- Sudí Hotový: žalozpěv (Schiedsrichter Fertig: Eine Litanei, 2007, č. Smršť 2016, 71 S., překlad: Tomáš Kafka)
- Das gibts in keinem Russenfilm: Roman (To se nevidí ani v ruským filmu, 2015)
- Beste Absichten (Nejlepší úmysly, 2017)